# Задунайська Болгарія

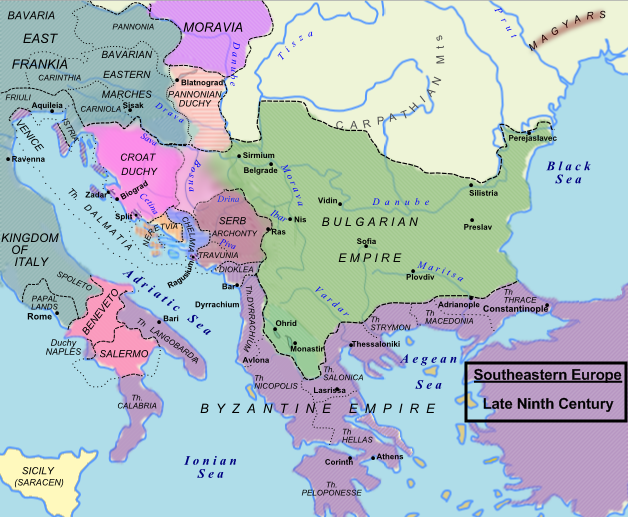
Перше Болгарське царство

Задунайська Болгарія (болг. Отвъддунавска България) — у болгарській історіографії географічно-історичний термін, який використовується для позначення історичних територій Болгарії, розташованих на лівому північному березі Дунаю. Це території, що перебували під контролем Першого болгарського царства і сьогодні охоплюють територію Румунії та Молдови, східну Угорщину, Воєводину в Сербії та Буджак в Україні.
У Середньовіччі Болгарська імперія контролювала величезні території на північ від річки Дунай (з перервами) від свого заснування в 681 році до свого розпаду в 1371—1422 роках. Ці землі сучасні візантійські історики називали Задунайською Болгарією. Оригінальна інформація про багатовікове болгарське правління там обмежена, оскільки архіви болгарських правителів були знищені, а у візантійських чи угорських рукописах про них мало що згадується.

## Перше Болгарське царство

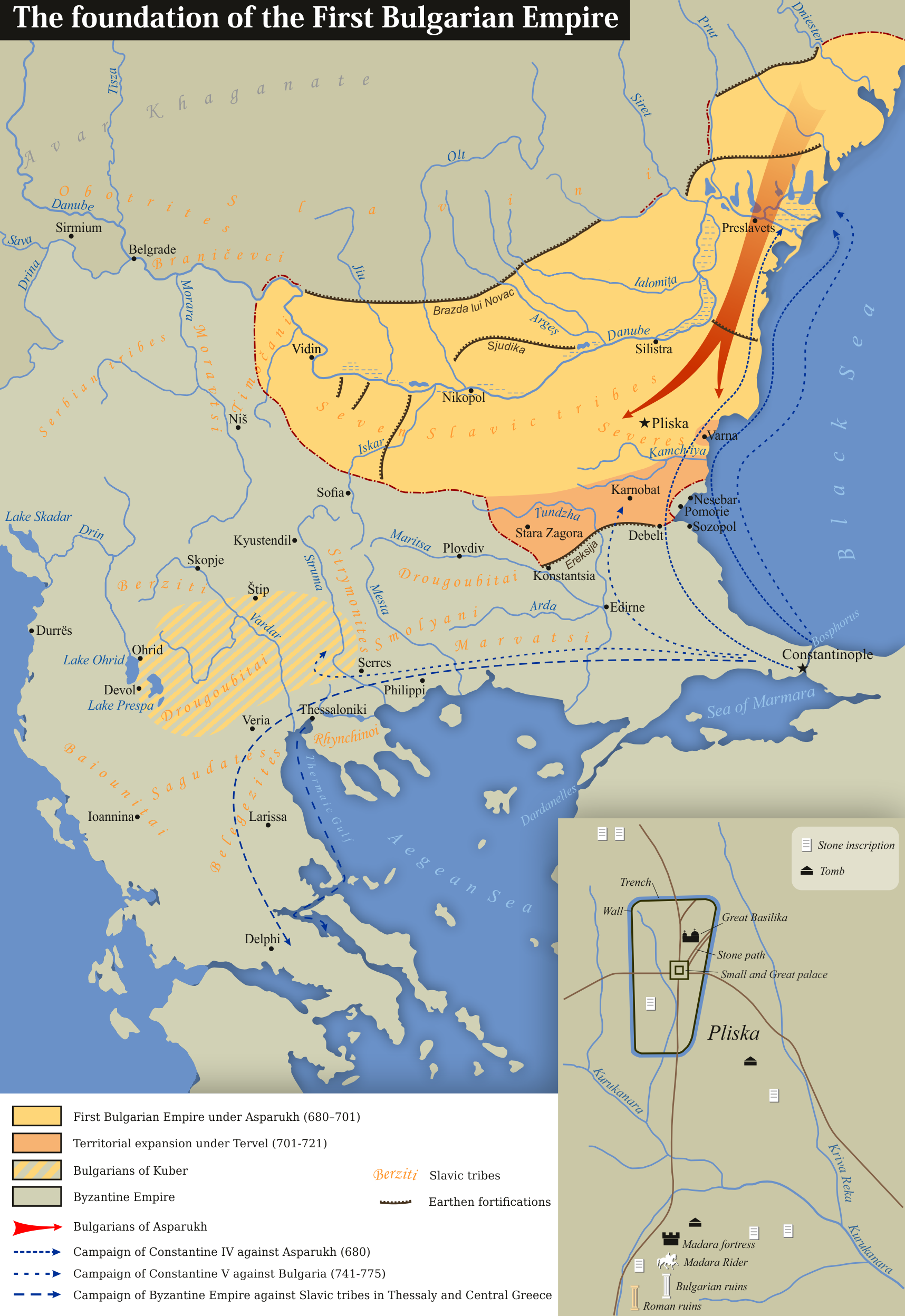
Заснування Першого Болгарського царства

Після поразки Великої Болгарії від хозар та смерті хана Кубрата у 668 році велика група булгар пішла за третім сином великого хана, Аспарухом, який попрямував на південний захід. У 670-х роках вони оселилися в прикордонній місцевості, відомій як Онгал, на північ від дельти Дунаю. Звідти кіннота Аспаруха в союзі з місцевими слов'янами щорічно атакувала візантійські території на півдні. У 680 році візантійський імператор Костянтин IV очолив велике військо проти болгар, але зазнав поразки в битві при Онгалі, в результаті чого візантійці були змушені визнати утворення Першого Болгарського царства, прямого продовження Старої Великої Болгарії. Північний кордон країни проходив південними схилами Карпатських гір від Залізних Воріт і на сході сягав Дніпра (або, можливо, просто Дністра).
Головними суперниками болгар у цьому регіоні були авари на заході та хозари на сході. Останні становили серйозну загрозу; після того, як вони придушили опір старшого сина Кубрата, Батбаяна, вони рушили на захід. Вони вели війну проти Аспаруха, який загинув у бою із загарбниками у 700 році. Щоб захистити свої північні кордони, болгари збудували кілька величезних ровів, які простягалися вздовж усієї довжини кордону від річки Тимок до Чорного моря.
803 році князем Болгарії став Крум. Новий енергійний правитель звернув свою увагу на північний захід, де давні вороги Болгарії, авари, зазнавали труднощів і невдач у війнах проти франків Карла Великого. Між 804 і 806 роками болгарські армії військовим шляхом знищили аварів та зруйнували їхню державу. Крум захопив східні частини колишнього Аварського каганату та взяв під свій контроль місцеві слов'янські племена. Територія Болгарії двічі розширювалася від середнього Дунаю на північ від Будапешта до Дністра, хоча володіння Трансильванією є спірним питанням.
У 813 році князь Крум захопив Одрин і пограбував усю Східну Фракію. Він узяв у полон 50 000 полонених, яких поселив у Болгарії за Дунаєм. Переселеному населенню вдалося зберегти соціальну згуртованість на нових землях і навіть мало власного губернатора на ім'я Кордилас.
Під час Першого Болгарського царства балкано-дунайська культура розвинулася у 8 столітті і процвітала до ХІ століття. Вона являє собою ранньосередньовічну археологічну культуру, що виникла в регіоні Нижнього Дунаю. У Румунії її називають культурою Дріду, а у Болгарії її зазвичай називають культурою Пліска-Преслав.

## Друге Болгарське царство

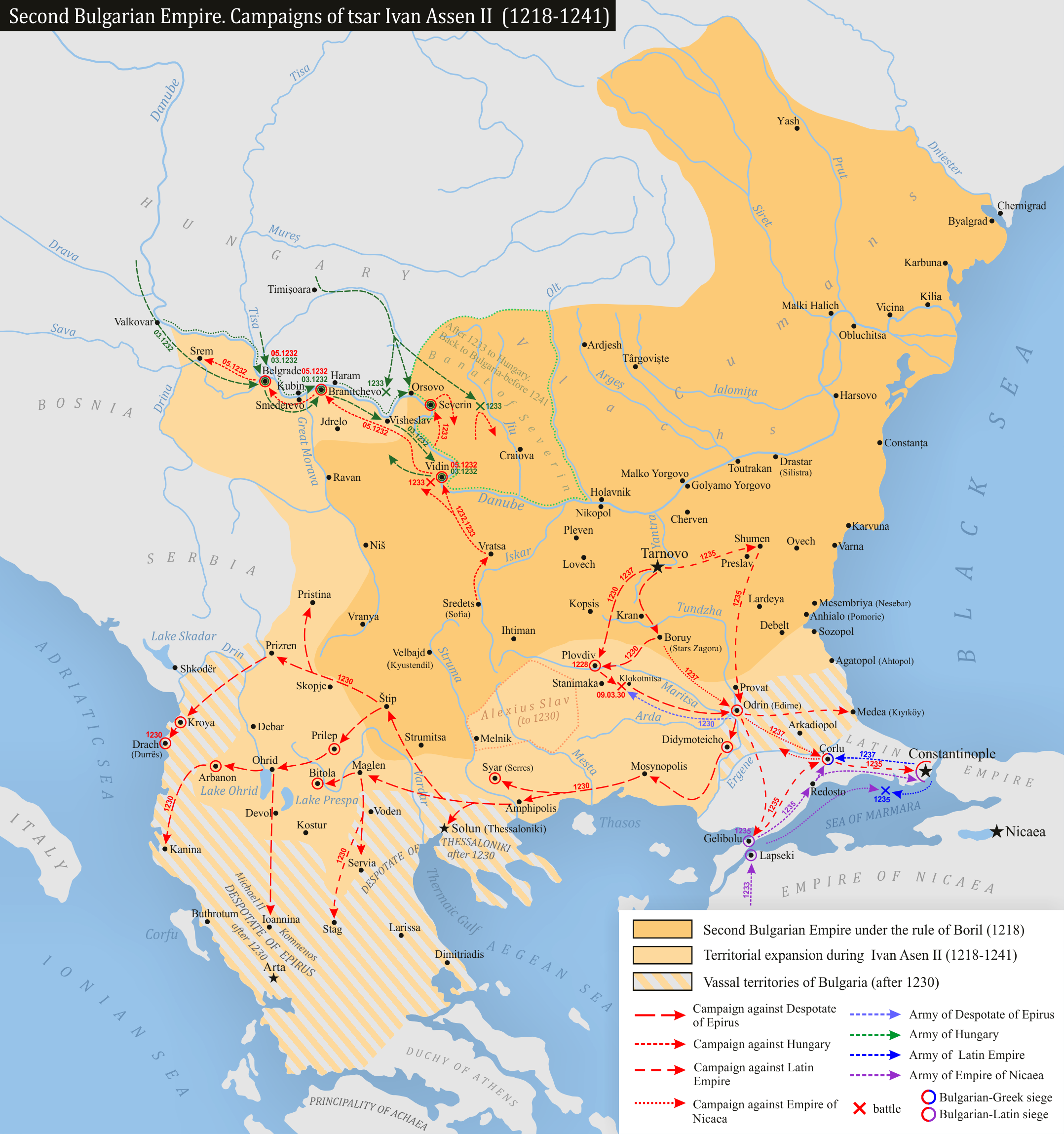
Друге Болгарське царство

Аж до кінця XIV століттяІснують докази того, що Друге Болгарське царство правила принаймні номінально волоськими землями аж до коридору Рукер-Бран. Волоський воєвода Раду I в хартії просить царя Івана Александра Болгарського наказати своїм митникам у Рукарі та на мосту через річку Димбовиця збирати податки відповідно до закону. Про болгарський сюзеренітет над цими землями свідчить присутність болгарських митників у Карпатах. Хоча владний тон Раду в цей час натякає на сильну та зростаючу автономію Волощини.

### Цитовані роботи
- Opreanu, Coriolan Horaţiu (2005). The North-Danube Regions from the Roman Province of Dacia to the Emergence of the Romanian Language (2nd–8th Centuries AD). У Pop, Ioan-Aurel; Bolovan, Ioan (ред.). History of Romania: Compendium. Romanian Cultural Institute (Center for Transylvanian Studies). с. 59—132. ISBN 978-973-7784-12-4.
- Spinei, Victor (2009). The Romanians and the Turkic Nomads North of the Danube Delta from the Tenth to the Mid-Thirteenth century. Koninklijke Brill NV. ISBN 978-90-04-17536-5.

## Додаткова інформація
- Ian Mladjov, «Trans-Danubian Bulgaria: Reality and Fiction», in Byzantine Studies/Etudes Byzantines, n.s. 3, 1998 [2000], 85–128.